# Iglesia de la Santa Cruz en Leszno
La Iglesia de la Santa Cruz en Leszno es una antigua iglesia luterana construida entre 1711 y 1720.

## Historia de la creación
Los luteranos llegaron a Leszno en 1628 y decidieron construir iglesias para sí mismos. La construcción comenzó inmediatamente después de obtener el consentimiento de Rafał Leszczyński en 1633. La construcción del templo duró muy poco tiempo, pues fue concluido ya en el año 1635. pastor fr Melchor Maronio realizó la solemne consagración. La iglesia original se quemó en un incendio en la ciudad 28 de abril de 1656.
Tres años después de este acontecimiento, se iniciaron los trabajos de reconstrucción del templo. La iglesia reconstruida fue consagrada en 1666. El edificio en aquella época impresionaba por su tamaño y, curiosamente, por su interior. El templo reconstruido compartió la suerte del original: se quemó en otro incendio de la ciudad (1707).Sólo el 1 de septiembre de 1711. Se colocó la piedra angular de la tercera iglesia. Teniendo en cuenta la experiencia de la poca durabilidad de los edificios anteriores, se decidió erigir una iglesia de ladrillo orientada, con torre. El constructor principal de este complejo fue Adam Stier de Rydzyna, en colaboración con Pompeo Ferrari. En 1713 el obispo de Poznań, Michał Bartłomiej Tarło, suspendió la construcción de la iglesia durante dos años. En 1715 gracias a la intervención del rey prusiano Federico I, la parroquia luterana obtuvo el permiso para completar la construcción. Su finalización está fechada en 1716, pero la reconstrucción, el amueblamiento y la decoración del interior duraron muchos años más. En 1721 La bóveda provisional de la iglesia fue sustituida por una nueva, que luego fue decorada con estucos y pinturas. En 1730 Se hizo la bóveda de la biblioteca y en 1742 La sacristía estaba abovedada y decorada con estuco. Superestructura de la torre de la iglesia según el diseño de 1743. Karol Marcin Frantz fue ejecutado en 1782. Un incendio en la ciudad en 1790 destruyó la aguja y el techo de la torre, y también dañó el interior de la iglesia. La reconstrucción de la iglesia duró hasta 1805, cuando fue consagrada. La iglesia era impresionante: 24 metros de ancho y 44 metros de largo.
Durante la Segunda República Polaca la iglesia perteneció a la parroquia de la Superintendencia de Poznań II de la Iglesia Evangélica de la Unión.
Con la ocupación de la ciudad por el ejército soviético en 1945, la iglesia fue destruida como consecuencia del estacionamiento de soldados del Ejército Rojo allí. Los años siguientes la iglesia fue cedida a parroquias posteriores: 1946 – Las autoridades municipales entregaron la iglesia a la parroquia católica polaca en 1977. La iglesia fue entregada a la parroquia católica romana. Durante la guerra, hasta que fue cedida a la parroquia, la iglesia sirvió como almacén de armas.

## Interior
El interior tenía una disposición central sobre el plano de un octógono inscrito en un rectángulo . El espacio de la nave está marcado por ocho enormes pilares, los dos orientales de los cuales enmarcan el altar mayor. Los muros están revestidos de pilastras toscanas y ventanas de diversas formas, que se disponen en cuatro zonas. Son interesantes las rejas barrocas de hierro forjado, especialmente las que actualmente se encuentran sobre la puerta de la sacristía. Originalmente, el interior de la iglesia estaba rodeado por balcones de dos pisos. La parte central de la iglesia estaba cubierta con una falsa bóveda de cañón con lunetos, y encima de las galerías, con una bóveda de medio punto con lunetos. La iglesia fue amueblada en estilo clasicista. En 1909]] la iglesia fue enriquecida con una torre-aguja construida según el diseño de Marcin Karol Frantz.
En los años 1956-1960 en la iglesia de la Santa Cruz se creó un lapidario compuesto de aproximadamente 100 lápidas de los siglos XVII, XVIII y XIX. Las más importantes de ellas son: una placa con la personificación de la Esperanza y el Amor y la figura del Buen Pastor, la lápida de un impresor fallecido en 1691. , placa de 1732, que lleva la inscripción en alemán "Lesczno", el epitafio de una mujer que murió en 1641. Niñas, placa conmemorativa de los hermanos Lysefarth, fallecidos en 1630 . y una lápida de 1625. herrero Nitsch. Delante del muro de la iglesia se encuentra la tumba del Dr. Jan Metzig. Está en este lugar desde [1953. También se puede ver el obelisco de Samuel Zugehör, un famoso fabricante de pólvora de Leszno, así como el obelisco con los nombres de familias calvinistas, por ejemplo los Unrugs y los Bukowieckis, en el pedestal están los escudos de Wieniawa, Junosza, Nałęcz y Szreniawa. Frente a la entrada principal hay una lápida, instalada en 1997. Tiene una inscripción: "En memoria de los feligreses alemanes que descansan en el cementerio de Leszno..." Porque este no es nuestro lugar permanente. Hebreos 13:14

## El área alrededor de la iglesia
Los edificios de la iglesia también incluían un cementerio evangélico, que fue liquidado en la década de 1950 . En su lugar se encuentra un parque y el edificio del antiguo campo de entrenamiento municipal del año 1909 . Fragmento de al. La iglesia de Zygmunt Krasiński se encuentra en el antiguo callejón del cementerio principal. Durante la renovación de la ruta se encontraron restos de huesos humanos.

## La Iglesia hoy

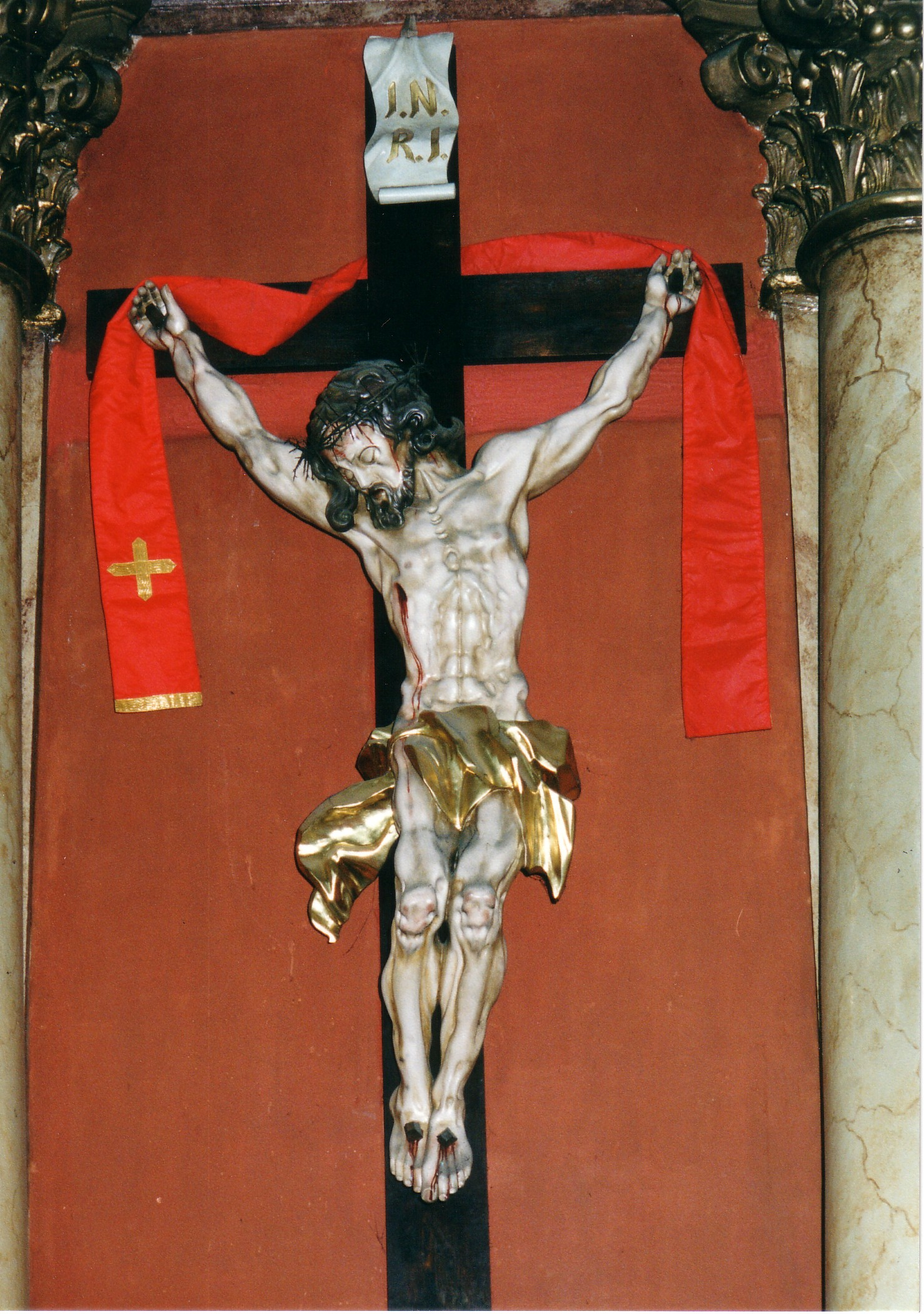
La figura de Cristo Crucificado de Tomasz Michalik ubicada en la Iglesia de la Santa Cruz en Leszno

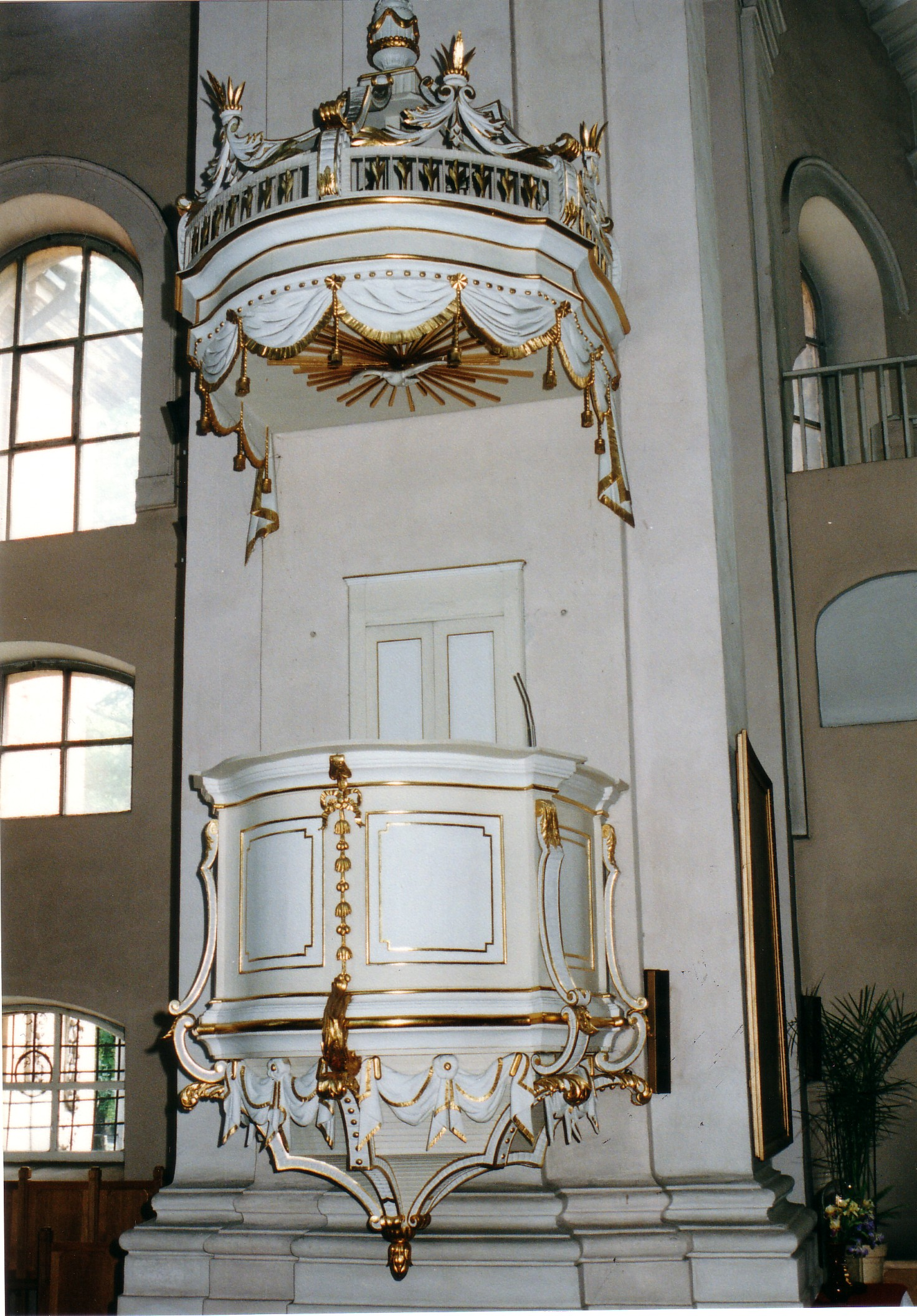
El púlpito de la Iglesia de la Santa Cruz en Leszno después de la reconstrucción realizada por Tomasz Michalik

La condición de la iglesia en 1977 era dramática. Faltaban objetos históricos de la iglesia (incluidas pinturas). El tejado, los cielorrasos y las galerías se hallaban en un estado deplorable. En el mismo año, el párroco de Santa. Nicolás – El reverendo prelado Teodor Korcz, realizó una serie de obras de renovación que luego continuaron sus sucesores. Se dio prioridad a la reparación de los tejados y cubiertas devastados. Se eliminaron las galerías que corrían peligro de derrumbe del templo y se renovaron los revoques interiores. La iglesia también se enriqueció con diversos objetos necesarios que fueron tomados prestados de otras iglesias parroquiales. En 1978 La iglesia recibió una verja de hierro forjado de la parroquia de San. Ene. El motivo principal de las puertas es el Cordero con el estandarte de la victoria, renovadas en 2003. El 4 de julio de 1982 se realizó la ceremonia de inauguración del centro, combinada con la consagración de la iglesia. Un año más tarde se estableció una parroquia en la iglesia. La creación de una parroquia junto a la iglesia aceleró significativamente el progreso de las renovaciones. Los siguientes trabajos tuvieron como objetivo tapiar el antiguo acceso a las galerías y repintar el interior. En 1985, en presencia del obispo Stanisław Napierała, se suspendieron las Estaciones de la Pasión del siglo XVIII. Ese mismo año la iglesia recibió un tabernáculo, obra de los hermanos Pacholski de Poznań. En los años siguientes se construyó el altar mayor, que data de 1804, , fue restaurado y Tomasz Michalik, que en aquel momento trabajaba en Rawicz, talló la figura de Cristo crucificado y realizó también una reconstrucción parcial del púlpito y de la pila bautismal devastados. La policromía de la Pasión fue creada en el Museo Arquidiocesano de Poznań bajo la supervisión del entonces director del Museo Arquidiocesano de San Petersburgo. PAG. Reverendo prelado Stefan Tomaszkiewicz. Desde la parte trasera se pueden ver las placas conmemorativas en memoria de Johann Heermann. Detrás del altar también se pueden ver placas conmemorativas que recuerdan a la familia Darings y al alcalde de Leszno, J. K Queisser. En los años 90, la iglesia también sirvió como templo de la guarnición militar de Leszno. En 1999 la torre fue renovada. Estaba rematado nuevamente con una aguja con una cruz, que había sido derribada por una tormenta tres años antes.
Actualmente, la iglesia de Smo Cross es una parroquia católica romana. La parroquia según Bolesław Bugzel en 2003. asumido por el ex párroco de Tulce, el P. Casimir Malek. En breve está previsto que comiencen las obras de renovación de la parte del altar de la iglesia y de la capilla, que se encuentra tapiada. El actual párroco trasladó la rectoría del edificio de vecinos a la plaza. Metzig a la llamada Nueva casa pastoral, frente a la iglesia. A partir del 1 de julio de 2013, el actual párroco fue nombrado párroco de Santa Jadwiga en Pępowo, y la función de párroco fue asumida por el P. Zbigniew el Carnicero.
La actual parroquia evangélica de Augsburgo en Leszno utiliza la capilla situada en la calle. Paderewskiego 11.
A partir del 27 de febrero de 2022 los servicios ortodoxos se celebran en la capilla de la iglesia.